# Abram Poindexter Maury
Abram Poindexter Maury (* 26. Dezember 1801 bei Franklin, Tennessee; † 22. Juli 1848 ebenda) war ein US-amerikanischer Politiker. Zwischen 1835 und 1839 vertrat er den Bundesstaat Tennessee im US-Repräsentantenhaus.

## Werdegang
Abram Maury war ein entfernter Cousin von Maury Maverick (1895–1954), der zwischen 1935 und 1939 für den Staat Texas im Kongress saß. Nach der Grundschule gab er bereits im Alter von 16 Jahren eine Zeitung in St. Louis (Missouri) heraus. 1820 schrieb er sich an der US-Militärakademie in West Point ein. Diese Ausbildung brach er aber bereits ein Jahr später ab. Stattdessen begann er ein Jurastudium; außerdem gab er in  Nashville eine Zeitung heraus. Seit Anfang der 1830er Jahre war Maury auch politisch aktiv. Dabei schloss er sich der Opposition gegen Präsident Andrew Jackson an. Später wurde er Mitglied der 1835 gegründeten Whig Party. In den Jahren 1831 und 1832 sowie nochmals von 1843 bis 1844 war Maury Abgeordneter im Repräsentantenhaus von Tennessee.
Bei den Kongresswahlen des Jahres 1834 wurde er im achten Wahlbezirk von Tennessee in das US-Repräsentantenhaus in Washington, D.C. gewählt, wo er am 4. März 1835 die Nachfolge von David W. Dickinson antrat. Nach einer Wiederwahl konnte er bis zum 3. März 1839 zwei Legislaturperioden im Kongress absolvieren. Diese waren bis 1837 noch von den Diskussionen um die Politik von Präsident Jackson bestimmt. Im Jahr 1838 lehnte Maury eine erneute Kandidatur für den Kongress ab. Nach seinem Ausscheiden aus dem US-Repräsentantenhaus arbeitete er als Anwalt im Williamson County. Außerdem befasste er sich mit literarischen Angelegenheiten. In den Jahren 1845 und 1846 gehörte er dem Senat von Tennessee an. Er starb am 22. Juli 1848.